# Njegnjevo
Njegnjevo (cyr. Његњево) – wieś w Czarnogórze, w gminie Bijelo Polje. W 2011 roku liczyła 403 mieszkańców.